# Гидрогенератор
Гидрогенератор — устройство, состоящее из электрического генератора, механическим приводом (то есть тем, что приводит исполнительный механизм в движение) для которого служит гидротурбина; предназначен для выработки электроэнергии на гидроэлектростанции.
Термин «гидрогенератор» используется по тексту ГОСТ 5616—89 для сокращения термина «генератор гидротурбинный» (использование термина «гидрогенератор» для описания отдельно взятых электрических генераторов является неправильным). Конструкция и параметры генераторов гидротурбинных также регламентируются указанным ГОСТом.
Обычно генератор гидротурбинный представляет собой синхронную явнополюсную электрическую машину вертикального исполнения, приводимую во вращение от гидротурбины, хотя существуют и генераторы горизонтального исполнения (в том числе капсульные гидрогенераторы).
Конструкция генератора в основном определяется параметрами гидротурбины, которые в свою очередь зависят от природных условий в районе строительства гидроэлектростанции (напора воды и её расхода). В связи с этим для каждой гидроэлектростанции обычно проектируется новый генератор.
Генераторы гидротурбинные обычно имеют сравнительно малую частоту вращения (до 600 об/мин) (из-за этого они всегда многополюсные, в отличие от двухполюсных турбогенераторов на ТЭЦ, вращающихся с частотой 3000 об/мин, или 50 об/с)  и достаточно большой диаметр (до 20 м), чем в первую очередь определяется вертикальное исполнение большинства генераторов, так как при горизонтальном исполнении становится невозможным обеспечение необходимой механической прочности и жёсткости элементов их конструкции.
Вертикальные генераторы гидротурбинные обычно состоят из следующих основных частей:
- статор;
- ротор;
- верхняя крестовина;
- нижняя крестовина;
- подпятник (упорный подшипник, который воспринимает вертикальную нагрузку от вращающихся частей гидрогенератора и гидротурбины);
- направляющие подшипники.

По особенностям конструкции генераторы гидротурбинные подразделяются на подвесные и зонтичные. У подвесных генераторов подпятник располагается над ротором на верхней крестовине, у зонтичных подпятник располагается под ротором в нижней крестовине или опирается на крышку гидротурбины (в этом случае верхняя крестовина у генератора отсутствует).
На гидроаккумулирующих электростанциях используются обратимые генераторы (генераторы-двигатели), которые могут как вырабатывать электрическую энергию, так и потреблять её. От обычных генераторов они отличаются особой конструкцией подпятника, позволяющей ротору вращаться в обе стороны.
Горизонтальные капсульные гидрогенераторы представляют собой часть герметичной капсулы, содержащей помимо генератора гидротурбину и системы обеспечения. Капсула помещается непосредственно в проточную часть гидроэлектростанции.